# Mlekarna Celeia
Mlekarna Celeia je mlekarna iz Arje vasi pri Celju.